# メインベルト彗星

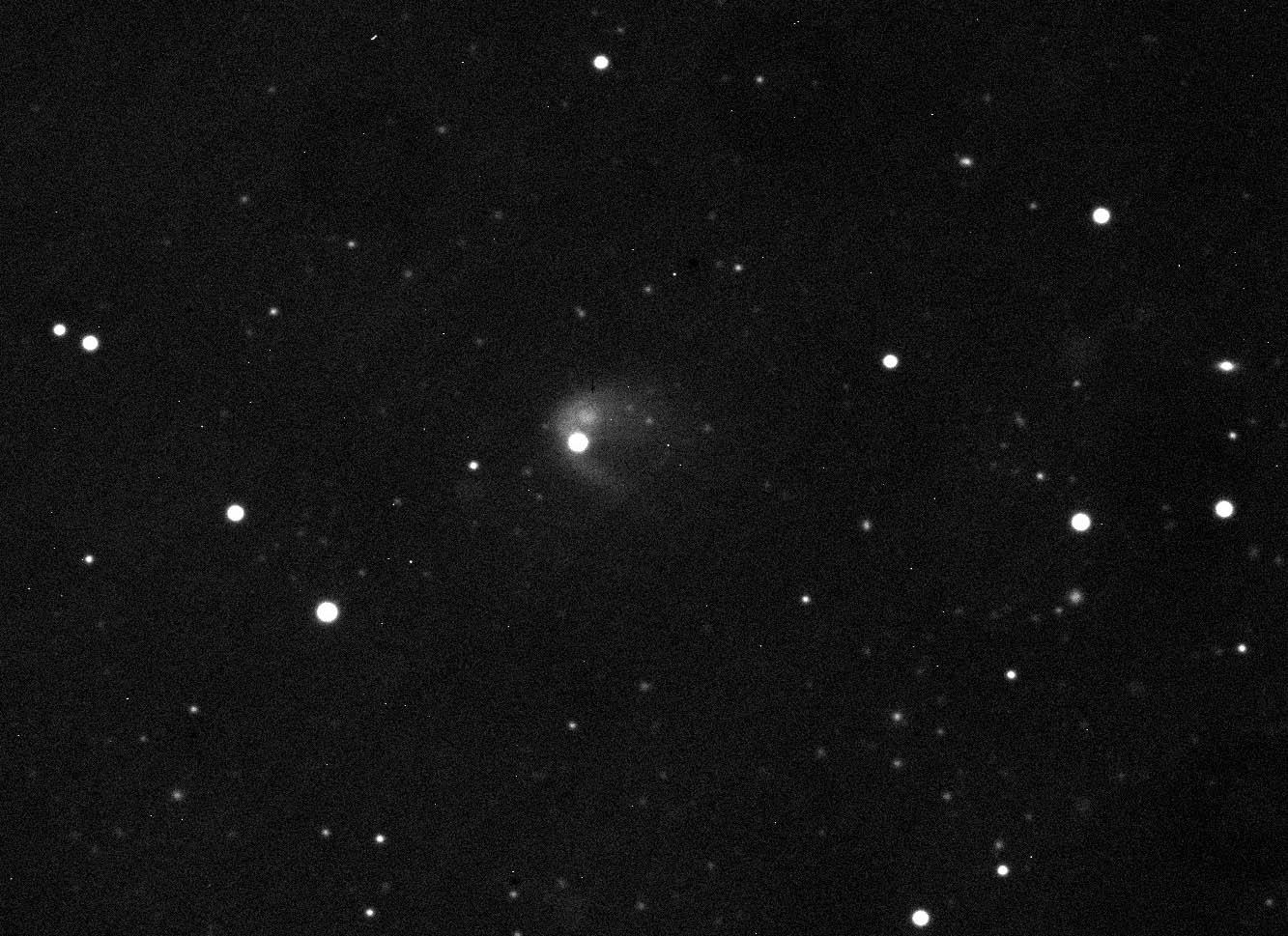
Asteroid 彗星のような外観のシャイラ (小惑星)（2010年12月12日）

メインベルト彗星 (main-belt comet, MBC) は、小惑星帯内を周回し、軌道の一部において彗星のような活動が見られた天体である。ただし、彗星のような活動をする天体が小惑星帯以外でも発見され、天体の活動性の要因を推定させない呼び名の方が望ましいとされたため、「活動的小惑星」（active asteroids）の名称が用いられるようになっている。
ジェット推進研究所は、メインベルトの小惑星を、軌道長半径が2天文単位以上、3.2天文単位未満であって、近日点が1.6天文単位以上のものと定義している。
カリフォルニア大学ロサンゼルス校(UCLA)のデビッド・C・ジューイットの「メインベルト彗星」の定義は、軌道長半径が木星より小さく、木星に対するティスラン・パラメータが3.08以上で、なおかつコマや質量損失が確認されている天体、というものであった。しかし、その後ジューイットは、これらの天体は彗星での氷の昇華ではなく小惑星の塵の動きである可能性が高いと指摘し、「active asteroids」と呼ぶようになった。
最初に発見されたメインベルト彗星はエルスト・ピサロ彗星で、1979年に発見された後、1996年にエリック・エルストとグイド・ピサロが尾を発見したことから、彗星に分類されて「エルスト・ピサロ彗星（133P / Elst-Pizarro）」と命名された。

## 軌道

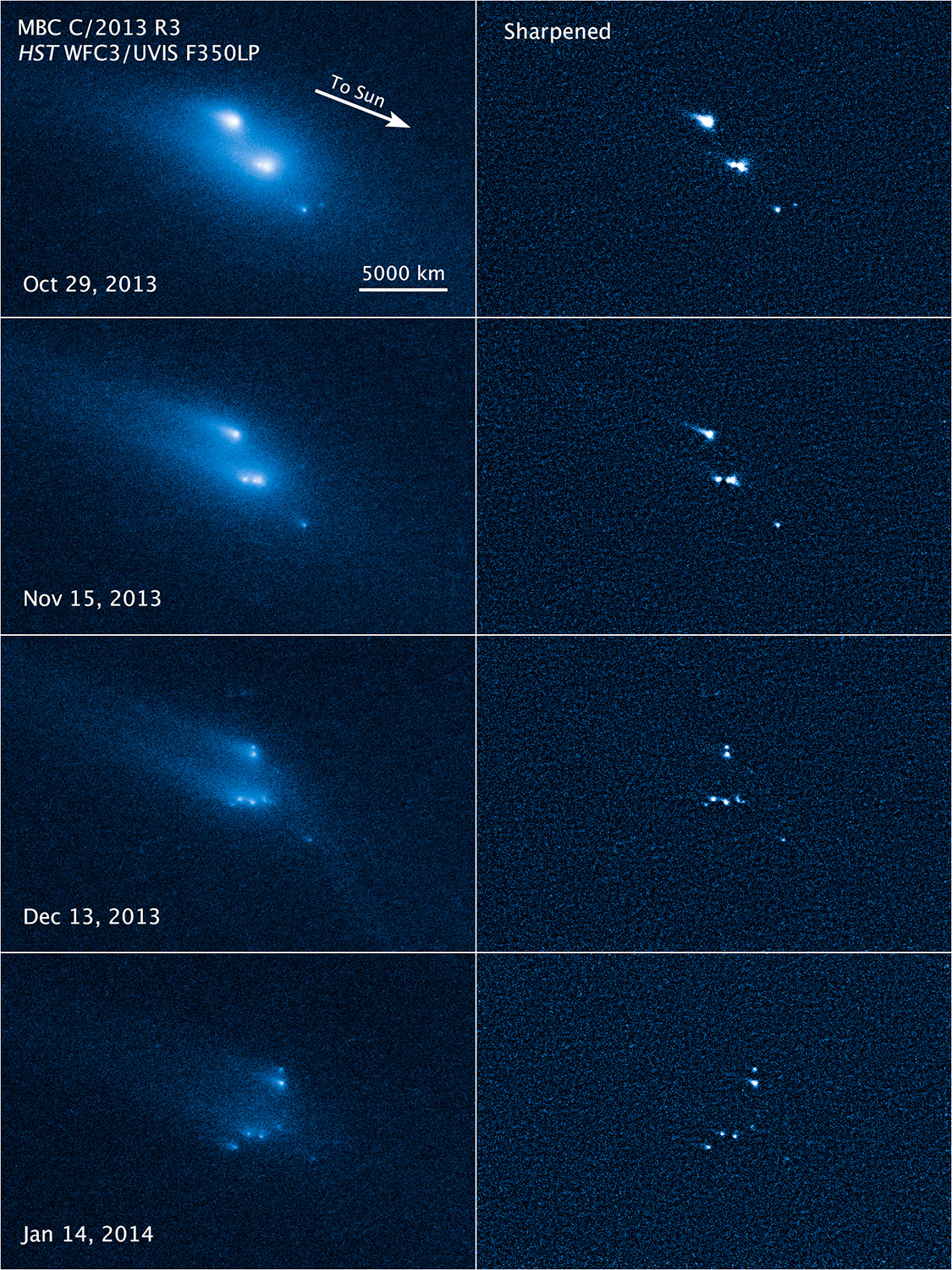
ハッブル宇宙望遠鏡で観測された崩壊する小惑星P/2013 R3（2014年3月6日）

太陽からの距離が木星やそれより遠くで多くの時間を費やす軌道となる彗星とは異なり、メインベルト彗星はほぼ円軌道を辿るため、小惑星帯の多くの標準的な小惑星と区別がつかない。かなり多数の短周期彗星は木星軌道上に軌道長半径を持つが、メインベルト彗星はメインベルトの小惑星と同様に小さな軌道離心率と軌道傾斜角を持つ点が異なる。最初に識別された3つのメインベルト彗星は全て、小惑星帯の外縁部を周回している。
他の彗星のような太陽系外縁天体が、軌道離心率が小さい一般的な小惑星帯の軌道にどのようにして入ったのかはわかっておらず、惑星による弱い摂動が考えられる。従って他の彗星とは異なり、メインベルト彗星は現在の位置に近い太陽系内縁部で形成された、単に氷でできた小惑星と仮定され、このような天体が他にも存在している可能性が高いとされる。

## 活動
いくつかのメインベルト彗星は、近日点付近の軌道の一部で、彗星のような塵の尾を見せる。エルスト・ピサロ彗星の活動は繰り返されている事が、直近3回の近日点で観測されている。活動は5年から6年の軌道で1ヶ月から数ヶ月持続しており、恐らく100年から1000年前の弱い衝撃により氷の覆いが取られた事による。これらの衝動は、表面の揮発性物質の穴を掘って太陽の放射にさらす事を助けると思われる。
LINEAR彗星 (354P)は、2010年1月に発見された当初は彗星と指定され そのように考えられてきたが、現在は小惑星同士の衝突の残骸と考えられている。シャイラでは、直径約35メートルの他の小惑星との衝突により大量の塵を出した事が観測されている。

### P/2013 R3

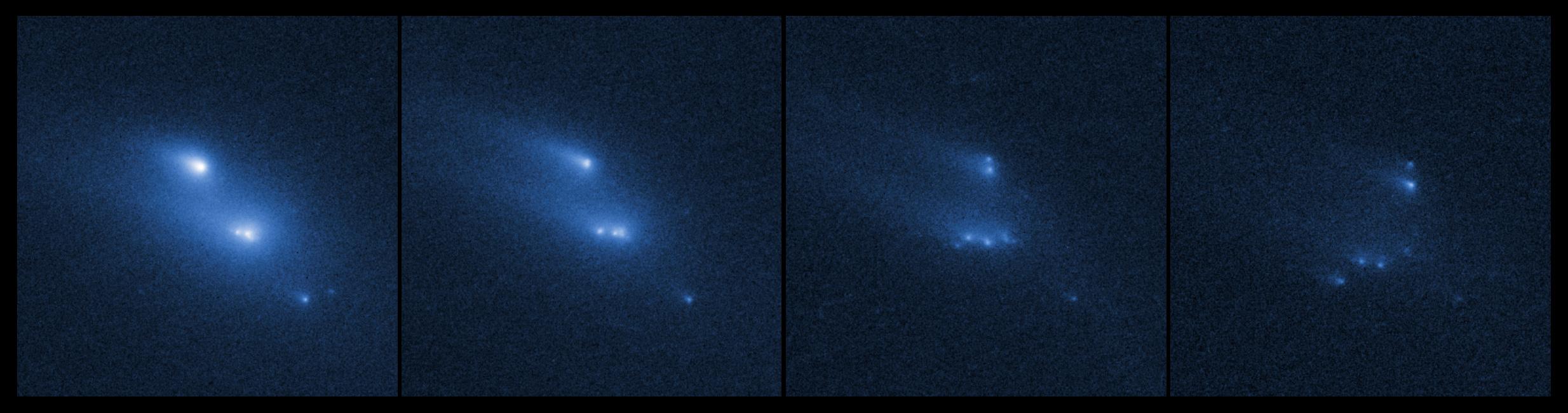
小惑星P2013 R3の崩壊

2013年10月、スペイン領カナリア諸島ラ・パルマ島の10.4mのカナリア大望遠鏡での観測は、この天体は崩壊している事を示した。10月11日と12日に撮影されたCCDイメージを解析した結果、中心部の輝度の高い部分の他に、3つの断片A、B、Cが確認された。 最も明るい断片Aは、10月12日にグラナダのシエラ・ネバダ天文台の1.52m望遠鏡で撮影されたCCDイメージでも報告された位置で検出された。
NASAは、2013年10月29日から2014年1月14日の間にハッブル宇宙望遠鏡が撮影した一連の画像より、4つに分離している事を報告した。太陽光によるヤルコフスキー・オキーフ・ラジエフスキー・パダック効果で、ラブルパイル天体が遠心力で分離するまで回転速度を増加させた。

## 組成
彗星を起源とした場合に地球の海の重水素と水素の比率が低すぎるため、メインベルト彗星は地球の水の源かもしれないとする仮説もある。

## メンバー
メインベルト彗星(main-belt comet)という用語は、軌道と形態に基づく分類である。これらの天体は、彗星のように核を取り囲む物質が揮発・昇華した事を示唆しない。
メインベルト彗星に分類された天体は以下の通りである。
| Full Name                                          | Hsieh | Jewitt | 軌道長半径 (a) | 近日点 (q) | Perihelion date |
| -------------------------------------------------- | ----- | ------ | -------------- | ---------- | --------------- |
| 133P/Elst–Pizarro [(7968) Elst–Pizarro, P/1996 N2] | Y     | Y      | 3.15           | 2.64       | 2013-02-09      |
| 176P/LINEAR [(118401) LINEAR]                      | Y     | Y      | 3.19           | 2.57       | 2011-07-01      |
| 238P/Read [P/2005 U1]                              | Y     | Y      | 3.16           | 2.36       | 2011-03-11      |
| 259P/Garradd [P/2008 R1]                           | Y     | Y      | 2.72           | 1.79       | 2013-01-25      |
| 354P/LINEAR [P/2010 A2]                            | N     | Y      | 2.29           | 2.00       | 2013-05-23      |
| 324P/La Sagra [P/2010 R2]                          | Y     | Y      | 3.10           | 2.62       | 2015-11-30      |
| (596) Scheila                                      | N     | Y      | 2.92           | 2.44       | 2012-05-19      |
| (300163) 2006 VW139                                | Y     | Y      | 3.05           | 2.44       | 2011-07-18      |
| 331P/Gibbs                                         | N     | Y      | 3.00           | 2.88       | 2010-03-26      |
| P/2012 T1 (PANSTARRS)                              | Y     | Y      | 3.15           | 2.41       | 2012-09-11      |
| 311P/PANSTARRS [P/2013 P5]                         | N     | Y      | 2.19           | 1.95       | 2014-04-16      |
| P/2013 R3 (Catalina-PANSTARRS)                     | Y     | Y      | 3.03           | 2.20       | 2013-08-05      |